# Darrent Williams
Darrent Demarcus Williams (Fort Worth, 27 september 1982 – Denver (Colorado), 1 januari 2007) was een Amerikaans Americanfootballspeler voor Denver Broncos die uitkomen in de Westdivisie van de American Football Conference (AFC), onderdeel van de National Football League (NFL).
Williams was de eigenaar en CEO RYNO Entertainment in Fort Worth, Texas.

## Opleiding
Williams ging naar O.D. Wyatt High School in de Texaanse stad Fort Worth. Hij speelde daar in het footballteam als cornerback, een verdedigingspositie in het American football.

## Overlijden
Op nieuwjaarsdag 2007 om 2:10 uur plaatselijke tijd werd Williams beschoten en dodelijk getroffen, hij werd slechts 24 jaar oud.